# Hippie (telenovela)
Pour les articles homonymes, voir Hippie (homonymie).
Hippie,  (aussi connu sous le nom de Love in the 60) est une série télévisée chilienne en 108 épisodes créée par Néstor Castagno et Daniella Castagno, diffusée entre le 19 mars et le 20 août 2004 sur Canal 13.

## Distribution

### Acteurs principaux
- Jorge Zabaleta : Martín Hidalgo
- María Elena Swett : Magdalena Arrieta
- Pablo Díaz : Andrés Sierralta

### Acteurs récurrents
- Carolina Arregui : Victoria Vicuña
- Diego Muñoz : Francisco "Pancho" Arrieta
- Leonardo Perucci : José Patricio Arrieta
- Gonzalo Valenzuela : Cristóbal Plaza
- Antonella Ríos : Juana Pizarro
- Sigrid Alegría : Ximena Salinas
- Francisca Merino : Florencia Risopatrón
- Ingrid Cruz : Catalina Villalobos
- Nelson Villagra : Maximiliano Sierralta
- Solange Lackington : Hermana Ángela/Graciela
- Teresita Reyes : Mame Chela
- Schlomit Baytelman : Mónica Grez
- Alejandro Trejo : Pedro Leiva
- Mabel Farías : Teresa Ríos
- Catalina Bono : Paula Kusevic
- Lorena Capetillo : Jenny Leiva
- Josefina Velasco : Gloria Estévez
- Nelly Meruane : Blanquita Donoso
- Carmen Barros : Leonor Errázuriz
- Pablo Macaya : David Torres
- Ignacio Achurra : Enrique Villar
- Carmen Gloria Bresky : Pamela Torres
- Julio Milostich : Manuel Doren
- María Elena Duvauchelle : Madre Superiora
- Fernando Farías : Luis Pacheco
- Daniella Tobar : María Pacheco
- Paola Pulgar : María Trinidad Domeyko
- Sebastián Layseca : Alejandro Manzano
- Fernando Gómez Rovira : Fito Valenzuela
- José Luis Bouchón : José Tomás "Cote" Risopatrón
- Jessica Orobio : Eva Delgado
- William Luna : Jimmy Delgado
- Heidrun Breier
- Luis Dubó : Jara
- Héctor Aguilar
- Alejandra Vega

### Apparitions spéciales
- Elvira López : Beatriz Morgan
- Viviana Rodríguez : Rafaela Morgan
- Andrés Zaldívar : ex Senator
- Natalia Aragonese
- Mario Bustos
- Max Corvalán
- Grimanesa Jiménez : Mame de Florencia et Cote
- Ramón Llao : Charlie Morgan
- Gonzalo Muñoz-Lerner
- Bruno Robles
- Juan Pablo Pinto : Acteur Zabaleta Jeune

## Diffusion internationale
- États-Unis: Latinoamerica Television